# Augsburg-Pfersee
Pfersee ist ein Planungsraum im Westen von Augsburg, der als dessen VIII. Planungsraum gilt und sich in drei Stadtbezirke untergliedert: den 15. Rosenau- und Thelottviertel, den 16. Pfersee–Süd und den 17. Pfersee–Nord.

Bis 1911 war Pfersee eine selbstständige Gemeinde vor den Toren Augsburgs westlich der Wertach. Der heutige Stadtteil Pfersee nimmt eine Fläche von 4,15 km² ein und hat etwa 25.600 Einwohner. Ihm wurden die zwei östlich der Wertach gelegenen Rosenau- und Thelottviertel hinzugeschlagen, so dass der Stadtteil Pfersee heute im Osten bis an das Areal des Augsburger Hauptbahnhofs heranreicht.

## Geschichte

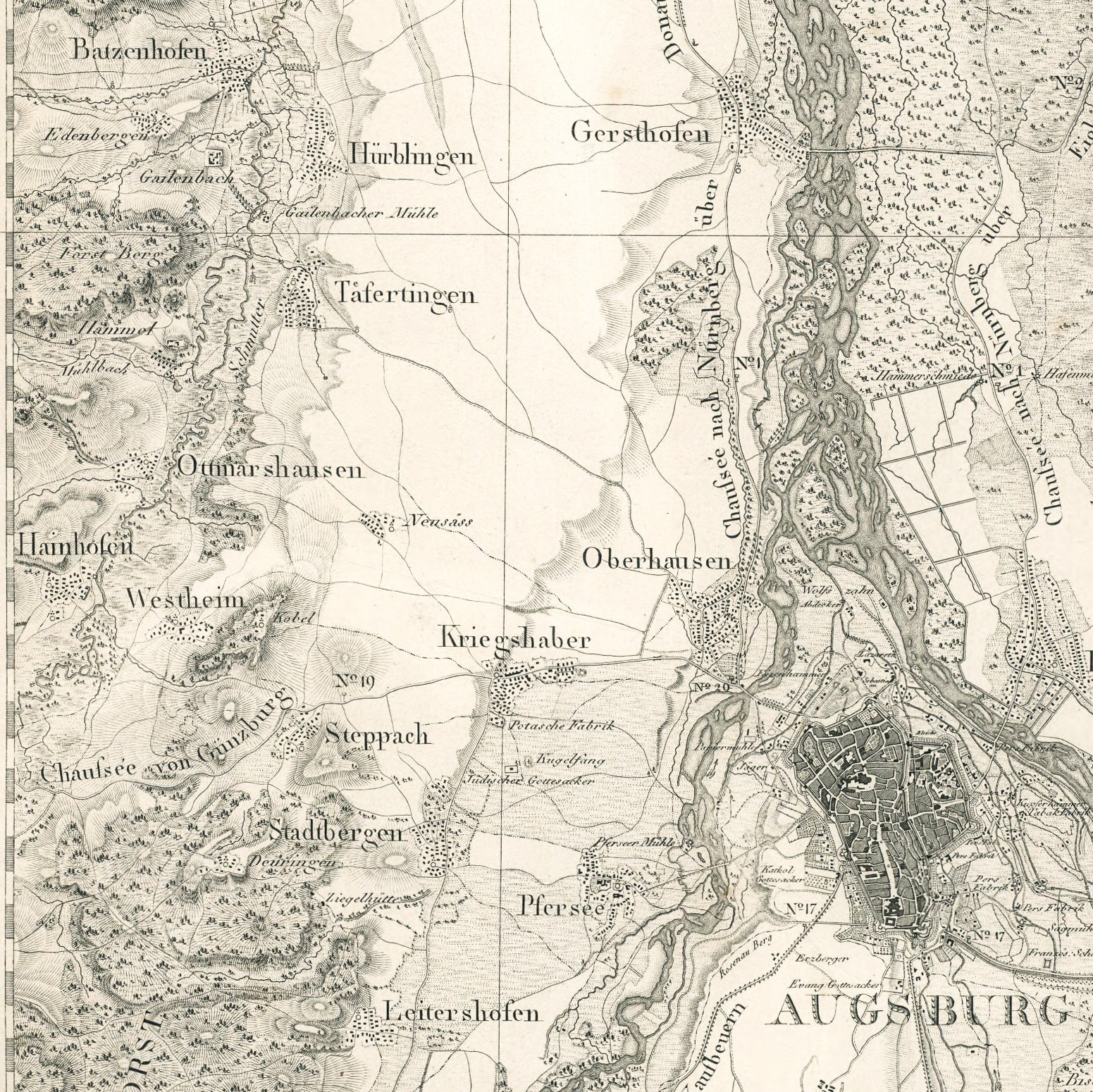
Pfersee auf einer topographischen Karte, vor 1830

Erstmals wird der Ort 800 n. Chr. erwähnt, vermutlich existiert er aber bereits seit der Römerzeit. 
Im Mittelalter befand sich das Dorf vor den Toren Augsburgs im Besitz des jeweiligen Augsburger Bischofs und verschiedener Patrizierfamilien. In der Zeit, als Augsburg eine freie Reichsstadt war, gehörte Pfersee zum Herrschaftsgebiet der Markgrafschaft Burgau (Vorderösterreich). Mitte des 19. Jahrhunderts entstanden hier größere Industriebetriebe, eine der bekanntesten war wohl die Spinnerei, Weberei Pfersee (SWP), Dierig und J. P. Bemberg, aber auch die Chemische Fabrik Pfersee. Von 900 Einwohnern im Jahre 1850 wuchs die Bevölkerung auf etwa 11.000 Einwohner Ende 1910. 
Am 1. Januar 1911 wurde aus dem Industrievorort Pfersee durch Eingemeindung ein Stadtteil von Augsburg. Seit den 1960er Jahren verschwindet die Industrie. Von den ursprünglichen Fabriken produziert heute nur noch die Firma Eberle.
Während des Nationalsozialismus befand sich hier das KZ-Außenlager Augsburg-Pfersee, eines der Außenlager des Konzentrationslagers Dachau, welches zur Versorgung der (kriegswichtigen) Industrie, hauptsächlich der Messerschmitt AG, mit Zwangsarbeitern bestimmt war. Die Initiative Denkort möchte dieses Gebäude als Ort der lebendigen Erinnerung erhalten sehen. Nach dem Abzug der hier stationierten Einheiten der United States Army wird das Gelände um die ehemalige Sheridan-Kaserne für Wohnbau- und Gewerbezwecke verwendet. Hier entstand der „Sheridan-Park“.

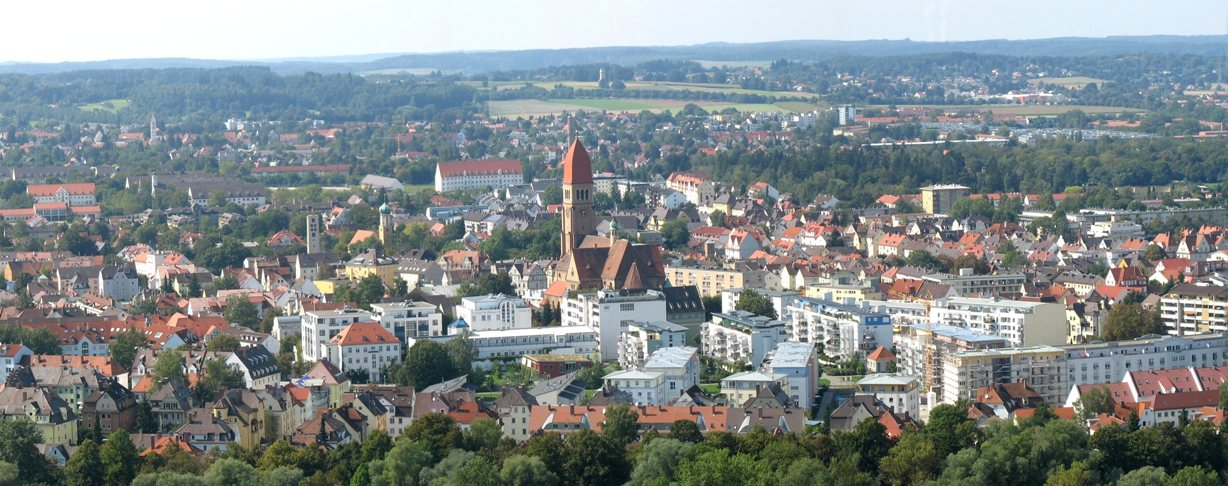
Blick auf Pfersee vom Augsburger Hotelturm aus

### Industriegeschichte
- Die Spinnerei, Weberei Pfersee (SWP) entstand aus der 1866 gegründeten J. Kraus Buntweberei. Durch den allgemeinen Niedergang der Textilindustrie musste auch die SWP 1992 ihre Produktion einstellen. 1993 erfolgte das endgültige Aus des Betriebes.
- Die Chemische Fabrik Pfersee wurde 1888 als Bernheimsche Appreturfabrik gegründet. Sie hieß seit ihrem Umzug nach Langweid am Lech (im Landkreis Augsburg) Pfersee Chemie. Durch die Fusion mit Ciba wurde der Name auf Ciba Spezialitätenchemie Pfersee GmbH geändert. 2007 wurde die Fabrik von der Huntsman Corporation aufgekauft.
- Die Eberle J.N. & Cie. GmbH Kaltwalzwerk Sägenfabrik in der Eberlestrasse wurde 1836 von den Brüdern Johann N. und Franz Eberle zur Produktion von Laubsägeblättern gegründet. 1847 war die Produktion auf 720.000 Laubsägeblätter im Jahr angestiegen, das junge Unternehmen beschäftigte 10 Mitarbeiter. 1871 wurde ein Umsatz von 50.000 Reichsmark erwirtschaftet. Als Energieversorgung diente die alte Pferseer Mühle am Mühlbach. 2027 soll der Umzug nach Leitershofen erfolgen[4].
- Heute erinnert noch das Bemberg-Center an der Ecke Augsburger Straße / Eberlestraße an die Fabrik des Unternehmens J. P. Bemberg. In der Hessenbachstraße befand sich das Werk II.
- Das Wertach-Kraftwerk im Rosenau- und Thelottviertel wurde 1921 zur Energieversorgung der Augsburger Straßenbahn gebaut. Hierzu wurde der Wertachkanal angelegt.

## Namensgebung

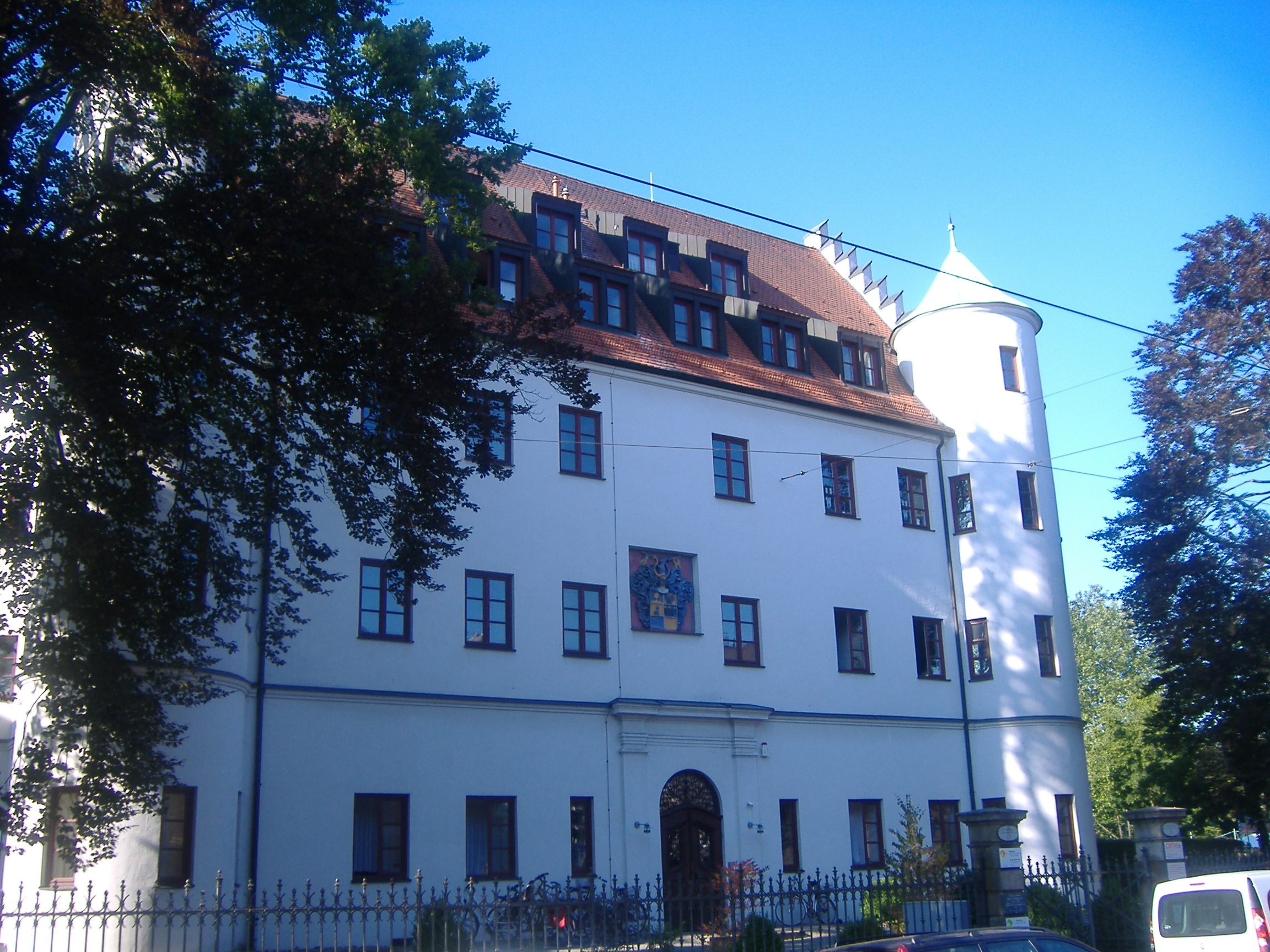
Schloss Pfersee

Im 11. Jahrhundert existierten die Bezeichnungen Pherrese, später auch Pherse, Pferse, Pfersen. Im 15. und 16. Jahrhundert wurde in Urkunden Pferschen, Phersheim, Pfertzen oder Pferschen verwendet.
Der keltische Begriff „Perz“ bedeutet Burg oder Pforte. Die Römer errichteten an Stelle dieser Pforte, die bis 1875 an der heutigen Luitpoldbrücke stand, einen Brückenkopf oder ein Kastell, das demnach auch als „Pforte“ oder „Pfersee“ bezeichnet wurde. Eine Römerstraße führte von Augsburg über die Wertach nach Pfersee und Stadtbergen, wobei man bis 1911 Brückenzoll bezahlen musste, da Pfersee noch kein Stadtteil von Augsburg war.
Die Perzheimwiese in Pfersee hat ihren Namen von den Perzheimern, den Herren der Pferseer Burg im Mittelalter.
Eine Legende besagt, dass der römische Feldherr Varus, auch Verres genannt, sich nach seiner Niederlage gegen die Germanen im Teutoburger Wald in der Gegend von Pfersee versteckt haben soll und schließlich an einem See erschlagen worden sei. Mit diesem See könnten auch ein Altwasser der Wertach bezeichnet worden sein. Aus Verres-See oder Varus-See könnte der Name Pfersee entstanden sein.

## Sehenswürdigkeiten

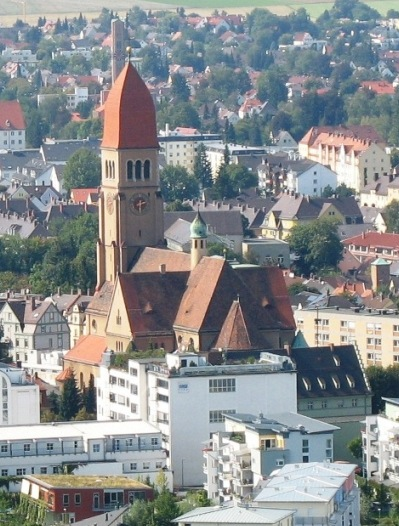
Die Herz-Jesu-Kirche

- der Jugendstilbau der Herz-Jesu-Kirche
- das Schloss Pfersee, genannt „Pferseer Schlössle“
- der parkähnlich gestaltete Westfriedhof
- das Thelottviertel, die erste „Gartenstadt“ Deutschlands

## Vereine
Der wichtigste Sportverein des Stadtteils ist der TSV Pfersee, der 1885 gegründet wurde. Überregional bekannt wurde der TSV vor allem durch seine Fußballmannschaften. 
Die Damen spielten früher in der drittklassigen Regionalliga Süd und waren im Regierungsbezirk Schwaben die erfolgreichsten Fußballerinnen nach dem Lokalrivalen TSV Schwaben Augsburg. Heute spielt die erste Mannschaft in der Landesliga.
Die erste Herrenmannschaft gehörte in Kriegszeiten (1943/44) der Gauliga Bayern Süd an, die zu diesem Zeitpunkt die höchste deutsche Spielklasse war. 1972/73 gab der TSV Pfersee ein einjähriges Gastspiel in der (damals viertklassigen) Landesliga Süd. Heute spielt die erste Mannschaft in der Kreisliga Augsburg.
Neben Fußball bietet der TSV Pfersee auch Tischtennis, Turnen und Volleyball an.
Die Freiwillige Feuerwehr Pfersee ist gemeinsam mit der Berufsfeuerwehr und den anderen 7 Freiwilligen Feuerwehren für die Sicherstellung des Brandschutzes sowie bei Technischer Hilfeleistung zuständig. Sie wurde 1975 wiedergegründet, da mit dem Umzug der Berufsfeuerwehr vom Zeughaus in die Hauptfeuerwache in der Berliner Allee die nötigen Ausrückezeiten nicht mehr eingehalten werden konnten. Zuvor gab es bereits von 1867 bis ca. 1945 eine Feuerwehr in Pfersee. Heute zählt die Wehr rund 60 Aktive bei rund 200 Einsätzen (2023).

## Kirchen und Religionsgemeinschaften

### Evangelische Kirchen
- St. Paul

### Katholische Kirchen
- St. Michael
- Herz-Jesu-Kirche
- Apostelin Junia (altkatholisch)

### Russisch-orthodoxe Kirche
- Kirche Zu Ehren der Gottesmutterikone